# Diacantharius lineiger
Diacantharius lineiger är en stekelart som först beskrevs av Morley 1915.  Diacantharius lineiger ingår i släktet Diacantharius och familjen brokparasitsteklar. Inga underarter finns listade i Catalogue of Life.